# Klassifizierung der Eisenbahnen in Britisch-Indien
Eine Klassifizierung der Eisenbahngesellschaften in Britisch-Indien wurde 1926 von der indischen Regierung zu statistischen Zwecken eingeführt. Es bestand eine Ähnlichkeit mit der Klassifizierung amerikanischer Eisenbahnen.

## Indian Railway Classification
| Class I   | Eisenbahngesellschaften mit einem Jahresumsatz von über 5.000.000 Rupien               |
| Class II  | Eisenbahngesellschaften mit einem Jahresumsatz zwischen 1.000.000 und 5.000.000 Rupien |
| Class III | Eisenbahngesellschaften mit einem Jahresumsatz von unter 1.000.000 Rupien              |

Straßenbahnen, Werksbahnen und Hafenbahnen wurden extra und unabhängig vom Umsatz erfasst.
Gemessen am Nettojahresumsatz war 1927 mit 86.881.000 Rupien (damals rund 30.000.000 USD) die East Indian Railway das größte Unternehmen. Gefolgt von der North Western Railway mit 57.343.000 Rupien und der Great Indian Peninsula Railway mit 56.215.000 Rupien.
Nach 1947 wurde keine weitere Neuklassifizierung durchgeführt, aber die Einteilung blieb bis einige Jahre nach der Unabhängigkeit Indiens in Gebrauch.

## Statistik für 1936
|             | Anzahl der Gesellschaften | Streckenlänge in km | Lokomotiven | Triebwagen | Personenwagen | Güterwagen |
| ----------- | ------------------------- | ------------------- | ----------- | ---------- | ------------- | ---------- |
| Class I     | 14                        | 61.628              | 8.549       | 158        | 15.791        | 227.140    |
| Class II    | 14                        | 6.500               | 442         | 23         | 2.009         | 9.871      |
| Class III   | 27                        | 2.124               | 179         | 29         | 714           | 1.964      |
| Werksbahnen | 20                        | 342                 | 34          | 5          | 0             | 360        |
| Hafenbahnen | 3                         | 471                 | 81          | 0          | 0             | 2.473      |

Daneben wurden viele weitere Daten erfasst, auch für Straßenbahnen, Straßenfahrzeuge der Eisenbahngesellschaften und vieles mehr.